# Supersport-Weltmeisterschaft 2015
Die Supersport-WM-Saison 2015 war die 17. in der Geschichte der FIM-Supersport-Weltmeisterschaft. Es wurden 12 Rennen ausgetragen.

## Punkteverteilung
Weltmeister wird derjenige Fahrer beziehungsweise der Hersteller, der bis zum Saisonende die meisten Punkte in der Weltmeisterschaft angesammelt hat. Bei der Punkteverteilung werden die Platzierungen im Gesamtergebnis des jeweiligen Rennens berücksichtigt. Die fünfzehn erstplatzierten Fahrer jedes Rennens erhalten Punkte nach folgendem Schema:
| Punkteverteilung | Punkteverteilung | Punkteverteilung | Punkteverteilung | Punkteverteilung | Punkteverteilung | Punkteverteilung | Punkteverteilung | Punkteverteilung | Punkteverteilung | Punkteverteilung | Punkteverteilung | Punkteverteilung | Punkteverteilung | Punkteverteilung | Punkteverteilung |
| ---------------- | ---------------- | ---------------- | ---------------- | ---------------- | ---------------- | ---------------- | ---------------- | ---------------- | ---------------- | ---------------- | ---------------- | ---------------- | ---------------- | ---------------- | ---------------- |
| Platz            | 1                | 2                | 3                | 4                | 5                | 6                | 7                | 8                | 9                | 10               | 11               | 12               | 13               | 14               | 15               |
| Punkte           | 25               | 20               | 16               | 13               | 11               | 10               | 9                | 8                | 7                | 6                | 5                | 4                | 3                | 2                | 1                |

In die Wertung kamen alle erzielten Resultate.

## Wissenswertes
- Alle Piloten traten auf Pirelli-Einheitsreifen an.

## Rennkalender
|    | Datum         | Land           | Strecke                               | Streckenlayout |
| -- | ------------- | -------------- | ------------------------------------- | -------------- |
| 1  | 22. Februar   | Australien     | Phillip Island Circuit                |                |
| 2  | 22. März      | Thailand       | Chang International Circuit           |                |
| 3  | 12. April     | Spanien        | Motorland Aragón                      |                |
| 4  | 19. April     | Niederlande    | TT Circuit Assen                      |                |
| 5  | 10. Mai       | Italien        | Autodromo Enzo e Dino Ferrari         |                |
| 6  | 24. Mai       | Großbritannien | Donington Park                        |                |
| 7  | 7. Juni       | Portugal       | Autódromo Internacional do Algarve    |                |
| 8  | 21. Juni      | Italien        | Misano World Circuit Marco Simoncelli |                |
| 9  | 2. August     | Malaysia       | Sepang International Circuit          |                |
| 10 | 20. September | Spanien        | Circuito de Jerez                     |                |
| 11 | 4. Oktober    | Frankreich     | Circuit de Nevers Magny-Cours         |                |
| 12 | 18. Oktober   | Katar          | Losail International Circuit          |                |

## Rennergebnisse
| Nr. | Datum  | Rennen         | Strecke        | Pole-Position  | Platz 1             | Platz 2         | Platz 3         | Schn. Rennrunde | Gesamtführender Fahrer | Gesamtführender Konstrukteur |
| --- | ------ | -------------- | -------------- | -------------- | ------------------- | --------------- | --------------- | --------------- | ---------------------- | ---------------------------- |
| 1   | 22.02. | Australien     | Phillip Island | Jules Cluzel   | Jules Cluzel        | Lorenzo Zanetti | Gino Rea        | Kenan Sofuoğlu  | Jules Cluzel           | MV Agusta                    |
| 2   | 22.03. | Thailand       | Chang          | Kenan Sofuoğlu | Ratthapark Wilairot | Kenan Sofuoğlu  | P. J. Jacobsen  | Jules Cluzel    | Ratthapark Wilairot    | Honda                        |
| 3   | 12.04. | Spanien        | Aragón         | Jules Cluzel   | Kenan Sofuoğlu      | P. J. Jacobsen  | Kyle Smith      | P. J. Jacobsen  | Kenan Sofuoğlu         | Honda                        |
| 4   | 19.04. | Niederlande    | Assen          | Jules Cluzel   | Kenan Sofuoğlu      | Jules Cluzel    | Kyle Smith      | Jules Cluzel    | Kenan Sofuoğlu         | Kawasaki                     |
| 5   | 10.05. | Italien        | Imola          | Jules Cluzel   | Kenan Sofuoğlu      | Jules Cluzel    | Lorenzo Zanetti | Jules Cluzel    | Kenan Sofuoğlu         | Kawasaki                     |
| 6   | 24.05. | Großbritannien | Donington      | Kenan Sofuoğlu | Kenan Sofuoğlu      | Jules Cluzel    | Kyle Ryde       | Jules Cluzel    | Kenan Sofuoğlu         | Kawasaki                     |
| 7   | 07.06. | Portugal       | Portimão       | Jules Cluzel   | Jules Cluzel        | Kenan Sofuoğlu  | P. J. Jacobsen  | Kenan Sofuoğlu  | Kenan Sofuoğlu         | Kawasaki                     |
| 8   | 21.06. | Italien        | Misano         | Jules Cluzel   | Jules Cluzel        | P. J. Jacobsen  | Lorenzo Zanetti | Jules Cluzel    | Kenan Sofuoğlu         | Kawasaki                     |
| 9   | 02.08. | Malaysia       | Sepang         | P. J. Jacobsen | P. J. Jacobsen      | Jules Cluzel    | Lorenzo Zanetti | Kenan Sofuoğlu  | Kenan Sofuoğlu         | Kawasaki                     |
| 10  | 20.09. | Spanien        | Jerez          | Kenan Sofuoğlu | Kenan Sofuoğlu      | P. J. Jacobsen  | Lorenzo Zanetti | P. J. Jacobsen  | Kenan Sofuoğlu         | Kawasaki                     |
| 11  | 04.10. | Frankreich     | Magny-Cours    | P. J. Jacobsen | P. J. Jacobsen      | Kenan Sofuoğlu  | Lucas Mahias    | P. J. Jacobsen  | Kenan Sofuoğlu         | Kawasaki                     |
| 12  | 18.10. | Katar          | Katar          | Kenan Sofuoğlu | Kyle Smith          | Kenan Sofuoğlu  | Lorenzo Zanetti | Kyle Smith      | Kenan Sofuoğlu         | Kawasaki                     |

## Teams und Fahrer
| Team                                               | Hersteller | Motorrad            | Nr. | Fahrer                | Läufe    |
| -------------------------------------------------- | ---------- | ------------------- | --- | --------------------- | -------- |
| CIA Landlords Insurance Honda                      | Honda      | Honda CBR600RR      | 4   | Gino Rea              | alle     |
| CIA Landlords Insurance Honda                      | Honda      | Honda CBR600RR      | 35  | Stefan Hill           | 12       |
| CIA Landlords Insurance Honda                      | Honda      | Honda CBR600RR      | 36  | Martín Cárdenas       | 1–11     |
| CIA Landlords Insurance Honda                      | Honda      | Honda CBR600RR      | 41  | Aiden Wagner          | 9–12     |
| CIA Landlords Insurance Honda                      | Honda      | Honda CBR600RR      | 43  | Kevin Manfredi        | 8, 10–12 |
| CIA Landlords Insurance Honda                      | Honda      | Honda CBR600RR      | 59  | Ratthapong Wilairot   | 9        |
| CIA Landlords Insurance Honda                      | Honda      | Honda CBR600RR      | 74  | Kieran Clarke         | 1–6      |
| CIA Landlords Insurance Honda                      | Honda      | Honda CBR600RR      | 84  | Riccardo Russo        | 1–8      |
| CIA Landlords Insurance Honda                      | Honda      | Honda CBR600RR      | 117 | Miguel Praia          | 7        |
| San Carlo Puccetti Racing Kawasaki Puccetti Racing | Kawasaki   | Kawasaki ZX-6R      | 5   | Marco Faccani         | alle     |
| San Carlo Puccetti Racing Kawasaki Puccetti Racing | Kawasaki   | Kawasaki ZX-6R      | 54  | Kenan Sofuoğlu        | alle     |
| San Carlo Puccetti Racing Kawasaki Puccetti Racing | Kawasaki   | Kawasaki ZX-6R      | 181 | Abdulaziz Binladin    | 12       |
| Team Go Eleven                                     | Kawasaki   | Kawasaki ZX-6R      | 6   | Dominic Schmitter     | alle     |
| Team Go Eleven                                     | Kawasaki   | Kawasaki ZX-6R      | 11  | Christian Gamarino    | alle     |
| Core" Motorsport Thailand                          | Honda      | Honda CBR600RR      | 9   | Ratthapark Wilairot   | 1–5      |
| Core" Motorsport Thailand                          | Honda      | Honda CBR600RR      | 67  | Andy Reid             | 6        |
| Core" Motorsport Thailand                          | Honda      | Honda CBR600RR      | 99  | P. J. Jacobsen        | 7–12     |
| Catbike/exit                                       | Kawasaki   | Kawasaki ZX-6R      | 10  | Nacho Calero          | 1        |
| Catbike/exit                                       | Kawasaki   | Kawasaki ZX-6R      | 24  | Marcos Ramírez        | 1        |
| Catbike/exit                                       | Kawasaki   | Kawasaki ZX-6R      | 34  | Ezequiel Iturrioz     | 3–7      |
| Orelac Racing Team                                 | Honda      | Honda CBR600RR      | 10  | Nacho Calero          | 3–12     |
| Pladas Racing                                      | Yamaha     | Yamaha YZF-R6       | 13  | Šarūnas Pladas        | 10       |
| Kawasaki Intermoto Ponyexpres                      | Kawasaki   | Kawasaki ZX-6R      | 14  | Lucas Mahias          | 1–6      |
| Kawasaki Intermoto Ponyexpres                      | Kawasaki   | Kawasaki ZX-6R      | 41  | Aiden Wagner          | 5–6      |
| Kawasaki Intermoto Ponyexpres                      | Kawasaki   | Kawasaki ZX-6R      | 99  | P. J. Jacobsen        | 1–6      |
| MG Competition                                     | Yamaha     | Yamaha YZF-R6       | 14  | Lucas Mahias          | 10–12    |
| MV Agusta Reparto Corse                            | MV Agusta  | MV Agusta F3 675    | 16  | Jules Cluzel          | 1–10     |
| MV Agusta Reparto Corse                            | MV Agusta  | MV Agusta F3 675    | 87  | Lorenzo Zanetti       | alle     |
| MV Agusta Reparto Corse                            | MV Agusta  | MV Agusta F3 675    | 88  | Nicolás Terol         | 10–12    |
| Sam Lambert Racing                                 | Triumph    | Triumph Daytona 675 | 17  | Sam Lambert           | 1        |
| SMS Racing                                         | Honda      | Honda CBR600RR      | 19  | Kevin Wahr            | alle     |
| Team Lorini                                        | Honda      | Honda CBR600RR      | 20  | Alex Phillis          | 1        |
| Team Lorini                                        | Honda      | Honda CBR600RR      | 24  | Marcos Ramírez        | 6–10     |
| Team Lorini                                        | Honda      | Honda CBR600RR      | 31  | Sergio Gadea          | 12       |
| Team Lorini                                        | Honda      | Honda CBR600RR      | 44  | Roberto Rolfo         | alle     |
| Team Lorini                                        | Honda      | Honda CBR600RR      | 69  | Luigi Morciano        | 3–4      |
| Team Lorini                                        | Honda      | Honda CBR600RR      | 81  | Alessandro Nocco      | 2, 5     |
| Team Lorini                                        | Honda      | Honda CBR600RR      | 96  | Xavier Pinsach        | 11       |
| Yohann Moto Sport                                  | Suzuki     | Suzuki GSX-R600     | 23  | Cédric Tangre         | 11       |
| Autos Arroyo Pastrana Racing Team                  | Yamaha     | Yamaha YZF-R6       | 24  | Marcos Ramírez        | 3        |
| Autos Arroyo Pastrana Racing Team                  | Yamaha     | Yamaha YZF-R6       | 42  | Jorge Arroyo          | 3        |
| Autos Arroyo Pastrana Racing Team                  | Yamaha     | Yamaha YZF-R6       | 89  | Christian Palomares   | 10       |
| Race Department ATK#25                             | MV Agusta  | MV Agusta F3 675    | 25  | Alex Baldolini        | alle     |
| A.P. Honda Racing Thailand                         | Honda      | Honda CBR600RR      | 27  | Thitipong Warokorn    | 2        |
| A.P. Honda Racing Thailand                         | Honda      | Honda CBR600RR      | 59  | Ratthapong Wilairot   | 2        |
| Yamaha Thailand Racing Team                        | Yamaha     | Yamaha YZF-R6       | 30  | Decha Kraisart        | 2        |
| Yamaha Thailand Racing Team                        | Yamaha     | Yamaha YZF-R6       | 65  | Chalermpol Polamai    | 2        |
| Renzi Corse Srl SSD                                | Kawasaki   | Kawasaki ZX-6R      | 33  | Flavio Ferroni        | 8        |
| Kallio Racing                                      | Yamaha     | Yamaha YZF-R6       | 38  | Hannes Soomer         | 11       |
| Kallio Racing                                      | Yamaha     | Yamaha YZF-R6       | 66  | Niki Tuuli            | 6        |
| Oz Wildcard Racing                                 | Yamaha     | Yamaha YZF-R6       | 41  | Aiden Wagner          | 1        |
| DMC Racing                                         | Yamaha     | Yamaha YZF-R6       | 52  | Wladimir Leonow       | 10       |
| DMC Racing                                         | Yamaha     | Yamaha YZF-R6       | 161 | Alexei Iwanow         | 3, 6, 8  |
| Team Factory Vamag                                 | MV Agusta  | MV Agusta F3 675    | 53  | Nicola Jr. Morrentino | 10       |
| VFT Racing                                         | Yamaha     | Yamaha YZF-R6       | 61  | Fabio Menghi          | alle     |
| AARK Racing                                        | Honda      | Honda CBR600RR      | 68  | Glenn Scott           | alle     |
| Pacedayz European TrackDays                        | Yamaha     | Yamaha YZF-R6       | 77  | Kyle Ryde             | 6        |
| Profile Racing                                     | Triumph    | Triumph 675 R       | 80  | Luke Stapleford       | 6        |
| Profile Racing                                     | Triumph    | Triumph 675 R       | 94  | Sam Hornsey           | 6        |
| Schmidt Racing                                     | Honda      | Honda CBR600RR      | 92  | Dávid Juhász          | 8, 10–11 |
| Schmidt Racing                                     | Honda      | Honda CBR600RR      | 119 | János Chrobák         | 8, 10–11 |
| GRT Racing Team                                    | MV Agusta  | MV Agusta F3 675    | 95  | Miroslav Popov        | 10       |
| Pata Honda World Supersport Team                   | Honda      | Honda CBR600RR      | 111 | Kyle Smith            | alle     |

| Legende         |
| --------------- |
| Stammfahrer     |
| Wildcard-Fahrer |
| Ersatzfahrer    |

## Fahrerwertung
| Rang | Fahrer                | Motorrad  | Australien | Thailand | Spanien | Niederlande | Italien | Vereinigtes Konigreich | Portugal | Italien | Malaysia | Spanien | Frankreich | Katar | Gesamt- Punkte |
| ---- | --------------------- | --------- | ---------- | -------- | ------- | ----------- | ------- | ---------------------- | -------- | ------- | -------- | ------- | ---------- | ----- | -------------- |
| 1    | Kenan Sofuoğlu        | Kawasaki  | 6          | 2        | 1       | 1           | 1       | 1                      | 2        | 11      | 4        | 1       | 2          | 2     | 233            |
| 2    | P. J. Jacobsen        | Kawasaki  | 10         | 3        | 2       | 4           | 4       | 5                      |          |         |          |         |            |       | 196            |
| 2    | P. J. Jacobsen        | Honda     |            |          |         |             |         |                        | 3        | 2       | 1        | 2       | 1          | 5     | 196            |
| 3    | Lorenzo Zanetti       | MV Agusta | 2          | Ret      | 5       | 6           | 3       | 4                      | 5        | 3       | 3        | 3       | 4          | 3     | 158            |
| 4    | Jules Cluzel          | MV Agusta | 1          | Ret      | Ret     | 2           | 2       | 2                      | 1        | 1       | 2        | WD      |            |       | 155            |
| 5    | Kyle Smith            | Honda     | 4          | Ret      | 3       | 3           | 15      | Ret                    | 6        | Ret     | 5        | 4       | 5          | 1     | 116            |
| 6    | Gino Rea              | Honda     | 3          | 10       | 4       | 14          | 7       | 8                      | 4        | 4       | 8        | Ret     | 7          | Ret   | 97             |
| 7    | Roberto Rolfo         | Honda     | 8          | 6        | 10      | 5           | 10      | 11                     | 8        | 12      | 6        | 10      | 11         | 7     | 88             |
| 8    | Alex Baldolini        | MV Agusta | 7          | 9        | 6       | 9           | Ret     | Ret                    | Ret      | 5       | 10       | 7       | Ret        | 8     | 67             |
| 9    | Marco Faccani         | Kawasaki  | 12         | 7        | Ret     | 8           | 5       | Ret                    | 12       | 9       | 16       | 6       | 10         | 9     | 66             |
| 10   | Christian Gamarino    | Kawasaki  | 11         | 13       | 9       | Ret         | 11      | 14                     | 7        | 7       | 9        | 8       | 9          | Ret   | 62             |
| 11   | Martín Cárdenas       | Honda     | Ret        | 8        | Ret     | 11          | 9       | 13                     | 9        | 10      | 7        | 14      | 8          |       | 55             |
| 12   | Lucas Mahias          | Kawasaki  | Ret        | 4        | Ret     | 7           | Ret     | Ret                    |          |         |          |         |            |       | 51             |
| 12   | Lucas Mahias          | Yamaha    |            |          |         |             |         |                        |          |         |          | Ret     | 3          | 4     | 51             |
| 13   | Ratthapark Wilairot   | Honda     | 5          | 1        | Ret     | 19          | 6       |                        |          |         |          |         |            |       | 46             |
| 14   | Dominic Schmitter     | Kawasaki  | 9          | 15       | 8       | 13          | 13      | Ret                    | 14       | 13      | 11       | 11      | 12         | 11    | 46             |
| 15   | Fabio Menghi          | Yamaha    | 15         | Ret      | 7       | 12          | 12      | Ret                    | 10       | 6       | 12       | Ret     | 20         | 10    | 44             |
| 16   | Riccardo Russo        | Honda     | Ret        | Ret      | 11      | 10          | 8       | 12                     | Ret      | 8       |          |         |            |       | 31             |
| 17   | Kevin Wahr            | Honda     | 16         | 12       | 12      | Ret         | Ret     | Ret                    | Ret      | 14      | 13       | 9       | 6          | Ret   | 30             |
| 18   | Nicolás Terol         | MV Agusta |            |          |         |             |         |                        |          |         |          | 5       | 14         | 6     | 23             |
| 19   | Kyle Ryde             | Yamaha    |            |          |         |             |         | 3                      |          |         |          |         |            |       | 16             |
| 20   | Aiden Wagner          | Yamaha    | 13         |          |         |             |         |                        |          |         |          |         |            |       | 13             |
| 20   | Aiden Wagner          | Kawasaki  |            |          |         |             | 14      | Ret                    |          |         |          |         |            |       | 13             |
| 20   | Aiden Wagner          | Honda     |            |          |         |             |         |                        |          |         | 14       | 13      | 13         | Ret   | 13             |
| 21   | Marcos Ramírez        | Kawasaki  | 19         |          |         |             |         |                        |          |         |          |         |            |       | 12             |
| 21   | Marcos Ramírez        | Yamaha    |            |          | 14      |             |         |                        |          |         |          |         |            |       | 12             |
| 21   | Marcos Ramírez        | Honda     |            |          |         |             |         | 17                     | 11       | Ret     | 15       | 12      |            |       | 12             |
| 22   | Ratthapong Wilairot   | Honda     |            | 5        |         |             |         |                        |          |         | 17       |         |            |       | 11             |
| 23   | Luke Stapleford       | Triumph   |            |          |         |             |         | 6                      |          |         |          |         |            |       | 10             |
| 24   | Sam Hornsey           | Triumph   |            |          |         |             |         | 7                      |          |         |          |         |            |       | 9              |
| 25   | Glenn Scott           | Honda     | 14         | 14       | 18      | Ret         | Ret     | 16                     | 13       | 15      | Ret      | 16      | 19         | DNS   | 8              |
| 26   | Niki Tuuli            | Yamaha    |            |          |         |             |         | 9                      |          |         |          |         |            |       | 7              |
| 27   | Andy Reid             | Honda     |            |          |         |             |         | 10                     |          |         |          |         |            |       | 6              |
| 28   | Decha Kraisart        | Yamaha    |            | 11       |         |             |         |                        |          |         |          |         |            |       | 5              |
| 29   | Sergio Gadea          | Honda     |            |          |         |             |         |                        |          |         |          |         |            | 12    | 4              |
| 30   | Nacho Calero          | Kawasaki  | Ret        |          |         |             |         |                        |          |         |          |         |            |       | 3              |
| 30   | Nacho Calero          | Honda     |            |          | 17      | 17          | Ret     | 18                     | 16       | 17      | 18       | 20      | 22         | 13    | 3              |
| 31   | Alexei Iwanow         | Yamaha    |            |          | 13      |             |         | Ret                    |          | Ret     |          |         |            |       | 3              |
| 32   | Abdulaziz Binladin    | Kawasaki  |            |          |         |             |         |                        |          |         |          |         |            | 14    | 2              |
| 33   | Luigi Morciano        | Honda     |            |          | 15      | 15          |         |                        |          |         |          |         |            |       | 2              |
| 34   | Kevin Manfredi        | Honda     |            |          |         |             |         |                        |          | 18      |          | Ret     | DNS        | 15    | 1              |
| 35   | Xavier Pinsach        | Honda     |            |          |         |             |         |                        |          |         |          |         | 15         |       | 1              |
| 36   | János Chrobák         | Honda     |            |          |         |             |         |                        |          | Ret     |          | 15      | 17         |       | 1              |
| 37   | Miguel Praia          | Honda     |            |          |         |             |         |                        | 15       |         |          |         |            |       | 1              |
| 38   | Kieran Clarke         | Honda     | 18         | Ret      | 16      | 16          | 16      | 15                     |          |         |          |         |            |       | 1              |
|      | Stefan Hill           | Honda     |            |          |         |             |         |                        |          |         |          |         |            | 16    | 0              |
|      | Cédric Tangre         | Suzuki    |            |          |         |             |         |                        |          |         |          |         | 16         |       | 0              |
|      | Dávid Juhász          | Honda     |            |          |         |             |         |                        |          | 16      |          | 19      | 18         |       | 0              |
|      | Thitipong Warokorn    | Honda     |            | 16       |         |             |         |                        |          |         |          |         |            |       | 0              |
|      | Christian Palomares   | Yamaha    |            |          |         |             |         |                        |          |         |          | 17      |            |       | 0              |
|      | Ezequiel Iturrioz     | Kawasaki  |            |          | 20      | 18          | 17      | Ret                    | DNS      |         |          |         |            |       | 0              |
|      | Alex Phillis          | Honda     | 17         |          |         |             |         |                        |          |         |          |         |            |       | 0              |
|      | Miroslav Popov        | MV Agusta |            |          |         |             |         |                        |          |         |          | 18      |            |       | 0              |
|      | Flavio Ferroni        | Kawasaki  |            |          |         |             |         |                        |          | 19      |          |         |            |       | 0              |
|      | Jorge Arroyo          | Yamaha    |            |          | 19      |             |         |                        |          |         |          |         |            |       | 0              |
|      | Hannes Soomer         | Yamaha    |            |          |         |             |         |                        |          |         |          |         | 21         |       | 0              |
|      | Šarūnas Pladas        | Yamaha    |            |          |         |             |         |                        |          |         |          | 21      |            |       | 0              |
|      | Wladimir Leonow       | Yamaha    |            |          |         |             |         |                        |          |         |          | Ret     |            |       | 0              |
|      | Nicola Jr. Morrentino | MV Agusta |            |          |         |             |         |                        |          |         |          | Ret     |            |       | 0              |
|      | Chalermpol Polamai    | Yamaha    |            | Ret      |         |             |         |                        |          |         |          |         |            |       | 0              |
|      | Alessandro Nocco      | Honda     |            | DNS      |         |             | DNS     |                        |          |         |          |         |            |       | 0              |
|      | Sam Lambert           | Triumph   | DNS        |          |         |             |         |                        |          |         |          |         |            |       | 0              |
| Rang | Fahrer                | Motorrad  | Australien | Thailand | Spanien | Niederlande | Italien | Vereinigtes Konigreich | Portugal | Italien | Malaysia | Spanien | Frankreich | Katar | Gesamt- Punkte |

| Farbe         | Bedeutung                               |
| ------------- | --------------------------------------- |
| Gold          | Sieger                                  |
| Silber        | 2. Platz                                |
| Bronze        | 3. Platz                                |
| Grün          | Platzierung in den Punkten              |
| Blau          | Klassifiziert außerhalb der Punkteränge |
| Violett       | Rennen nicht beendet (DNF)              |
| Violett       | nicht klassifiziert (NC)                |
| Rot           | nicht qualifiziert (DNQ)                |
| Schwarz       | disqualifiziert (DSQ)                   |
| Weiß          | nicht am Start (DNS)                    |
| Weiß          | zurückgezogen (WD)                      |
| Weiß          | Rennen abgesagt (C)                     |
| ohne Farbe    | nicht am Training teilgenommen (DNP)    |
| ohne Farbe    | verletzt oder krank (INJ)               |
| ohne Farbe    | ausgeschlossen (EX)                     |
| ohne Farbe    | nicht erschienen (DNA)                  |
| fett          | Pole-Position                           |
| kursiv        | Schnellste Rennrunde                    |
| unterstrichen | WM-Führung                              |
| hochgestellt  | Platzierung im Sprintrennen             |

## Konstrukteurswertung
| Rang | Hersteller | Australien | Thailand | Spanien | Niederlande | Italien | Vereinigtes Konigreich | Portugal | Italien | Malaysia | Spanien | Frankreich | Katar | Gesamt- Punkte |
| ---- | ---------- | ---------- | -------- | ------- | ----------- | ------- | ---------------------- | -------- | ------- | -------- | ------- | ---------- | ----- | -------------- |
| 1    | Kawasaki   | 6          | 2        | 1       | 1           | 1       | 1                      | 2        | 7       | 4        | 1       | 2          | 2     | 237            |
| 2    | Honda      | 3          | 1        | 3       | 3           | 6       | 8                      | 3        | 2       | 1        | 2       | 1          | 1     | 222            |
| 3    | MV Agusta  | 1          | 9        | 5       | 2           | 2       | 2                      | 1        | 1       | 2        | 3       | 4          | 3     | 218            |
| 4    | Yamaha     | 13         | 11       | 7       | 12          | 12      | 3                      | 10       | 6       | 12       | 17      | 3          | 4     | 90             |
| 5    | Triumph    | DNS        |          |         |             |         | 6                      |          |         |          |         |            |       | 10             |
|      | Suzuki     |            |          |         |             |         |                        |          |         |          |         | 16         |       | 0              |